# Russisches Theater

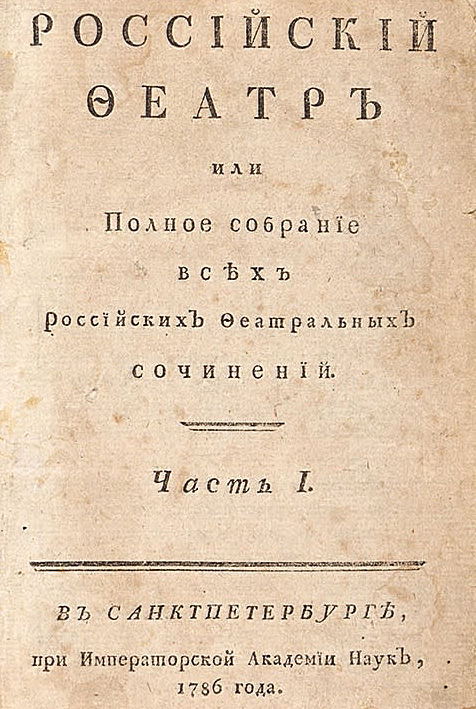
«Российский феатр»

Russisches Theater oder Vollständige Sammlung aller russischen Theaterwerke («Российский Ѳеатръ» или «Полное собраніе всѣхъ Россійскихъ Ѳеатральныхъ сочиненій») war eine Publikation der St. Petersburger Akademie der Wissenschaften von 1786 bis 1794.
Russisches Theater wurde in St. Petersburg, der Hauptstadt des Russischen Kaiserreiches, veröffentlicht; insgesamt erschienen 43 Teile.
Die Publikation wurde von Fürstin Jekaterina Romanowna Daschkowa, Direktorin der St. Petersburger Akademie der Wissenschaften und Vorsitzende der Russischen Akademie, konzipiert, um sowohl die früher veröffentlichten als auch die noch in Manuskripten erhaltenen russischen Theaterstücke in einem Ganzen zu sammeln.
Im Russischen Theater wurden u. a. die Werke folgender Autoren aufgenommen: A. Ablessimow, Ippolit Bogdanowitsch, Denis Fonwisin, Wjasmitinow, Katharina II., A. Kluschin, Knjaschnin, Je. Kostrow, I. Krylow, W. Ljowschin, M. W. Lomonossow, W. Lukin, W. Maikow, I. Michailow, P. Plawilschtschikow, P. Potjomkin, M. Prokudin, Sumarokow, Trediakowski, D. I. Chwostow, Cheraskow, O. Tschernjawski.
Der 1793 erschienene 39. Teil Vollständigen Sammlung aller russischen Theaterwerke enthielt eine Tragödie des russischen Dramatikers Jakow Borissowitsch Knjaschnin, Wadim von Nowgorod (Вадим Новгородский), die auch separat veröffentlicht wurde. Diese Tragödie wurde von der Zensur als „gefährlich“ erkannt und es wurde angeordnet, „über den Autor und die Veröffentlichung seiner Tragödie die strengste Untersuchung zu machen“, Kopien der Tragödie beschlagnahmt und zerstört. Ein vollständiges Exemplar von Teil 39 des Russischen Theaters und die separat gedruckte Tragödie waren daher schon zu Beginn des 19. Jahrhunderts eine große bibliographische Rarität.